# Kageneck’sches Haus

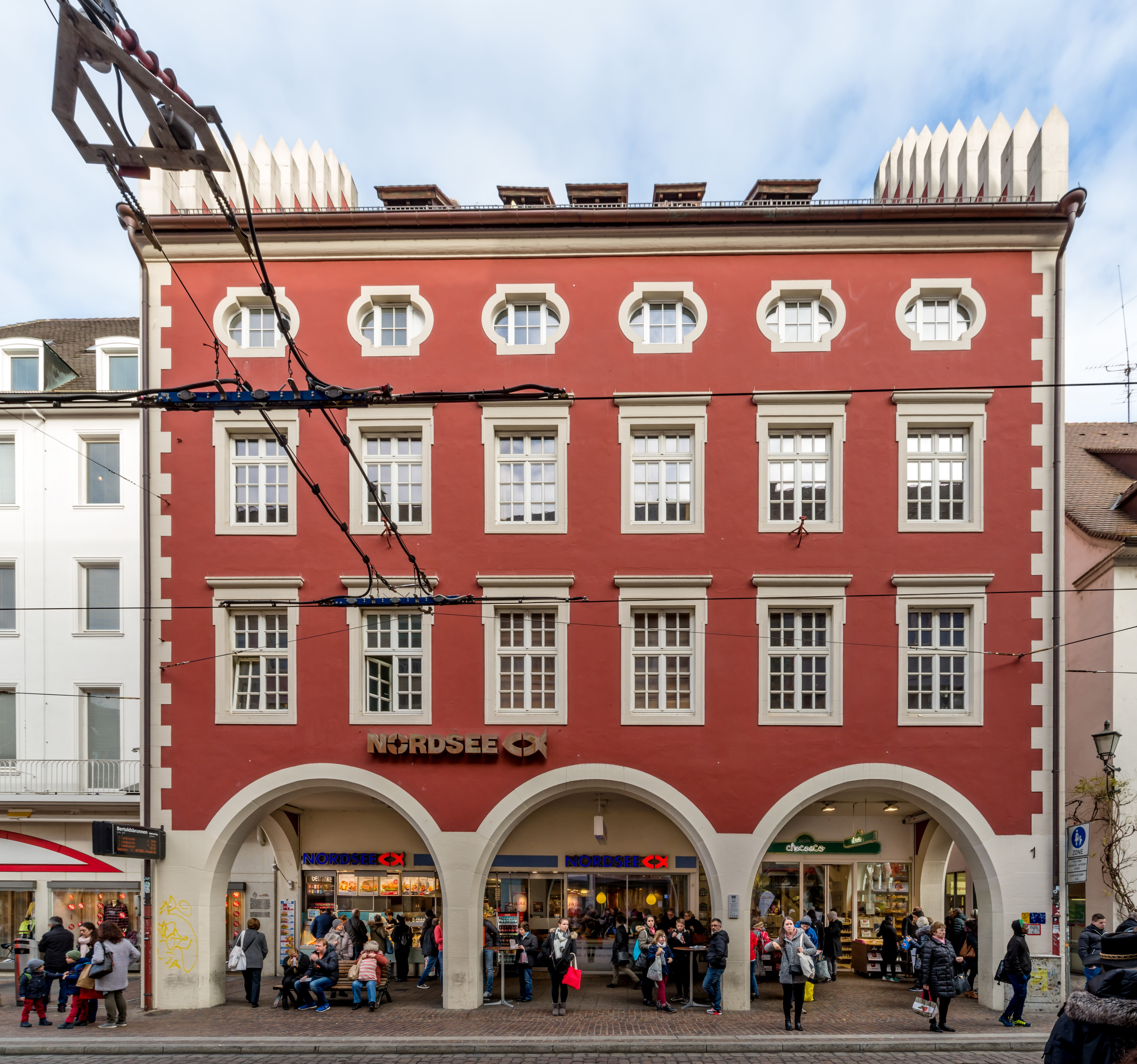
Das Kageneck’sche Haus

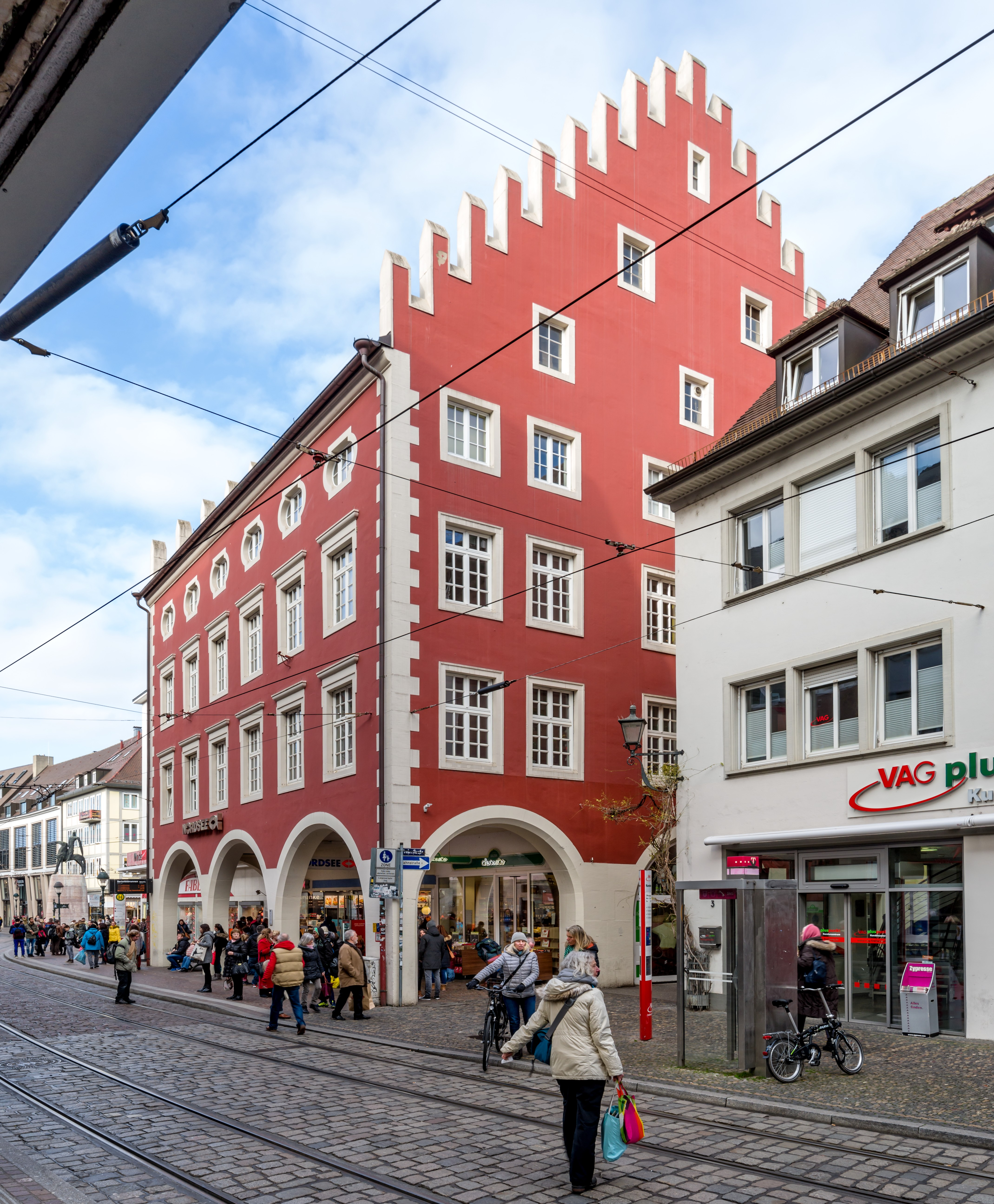

Das Kageneck’sche Haus, das Haus „Zum Wilden Mann“ in Freiburg in der Salzstraße, Ecke Drehergasse hat die Adresse Salzstraße 1 (ehemals Nr. 5).
Das Gebäude ist ein Kulturdenkmal gemäß § 2 DSchG (Gebäude).
Der dreigeschossige Satteldachbau mit Staffelgiebeln weist im hohen Erdgeschoss Arkaden mit fünf Bögen auf.
Das Gebäude wurde erstmals erwähnt im Jahre 1460, nachgewiesen ist, dass es im 16. Jahrhundert im Besitz der Familie Schnewlin von Landeck war.
Danach war es ein Gasthaus im Besitz der Familie Mayer. Der österreichische Hofkammerpräsident und ehemalige Landkomtur des Deutschen Ordens Johann Heinrich von Kageneck (1668–1743) erwarb es 1726 als Alterssitz von der Witwe des badischen Oberamtmanns Franz Ernst von Olisy zu Mahlberg und verkaufte dafür das Haus seiner Eltern (Haus zum Vogelsang, Salzstraße Nr. 12). Von Kageneck ließ es im barocken Stil umbauen.
Am 8. Dezember 1755 wurde hier Gräfin Maria Beatrix von Kageneck geboren, die Mutter des Fürsten Metternich. Vom 4. bis zum 6. Mai 1770 diente das Haus Marie Antoinette auf ihrer Brautfahrt als Wohnung. Dort hielt sie auch ihre offiziellen Empfänge ab.
Das Kageneck’sche Haus wurde im Zweiten Weltkrieg bei der Operation Tigerfish 1944 zerstört und von 1949 bis 1951 durch Hans Graf von Kageneck und den Architekten Gregor Schroeder (1906–1976) in historisierender Form und in Anlehnung an die alte Architektur neu erbaut.
Im Erdgeschoss befinden sich eine Filiale der Schnellrestaurantkette Nordsee (Restaurantkette) sowie ein Cafe mit Süßwarenverkauf der Kaufhof-Kette.